# Myrmechixenus subterraneus
Myrmechixenus subterraneus – gatunek chrząszcza z rodziny czarnuchowatych i podrodziny Diaperinae. Zamieszkuje Europę. Bytuje w mrowiskach.

## Taksonomia
Gatunek ten opisany został po raz pierwszy w 1835 roku przez Louisa A.A. Chevrolata.

## Morfologia
Chrząszcz o ciele długości od 1,3 do 1,6 mm, w zarysie podługowato-owalnym, słabo wysklepionym, o żółtobrunatnym do brunatnego ubarwieniu i nadzwyczaj krótkim, niezbyt gęstym owłosieniu.
Głowa jest duża, szersza niż dłuższa, o zbieżnych ku przodowi bocznych brzegach oraz podłużnie owalnych, niewykrojonych na przedzie oczach. Punktowanie głowy jest wyraźne, duże, gęste, dość głębokie. Czułki wieńczy krótka buławka o czterech ostatnich członach nieznacznie ku wierzchołkowi rozszerzonych.
Przedplecze jest wąskie, najszersze w przednich kątach (w przedniej ćwiartce) i stamtąd równomiernie, prostymi liniami ku tyłowi zwężające się, na tylnym brzegu tak szerokie jak głowa mierzona z oczami. Punktowanie ma wyraźne, duże, gęste i stosunkowo głębokie, rozstawione na dystanse równe średnicom punktów, wszystkie kąty zaokrąglone, a tylną krawędź prostą. Trójkątna tarczka ma małe rozmiary. Pokrywy są u nasady wyraźnie szersze od tylnego brzegu przedplecza, najszersze w połowie długości, o zaokrąglonych brzegach bocznych i trochę ściętym wierzchołku, na powierzchni bezładnie, płytko i niezbyt gęsto punktowane. Skrzydła tylnej pary są dobrze wykształcone. Odnóża mają cienkie golenie i czteroczłonowe stopy.

## Ekologia i występowanie
Owad ten zamieszkuje stanowiska nasłonecznione. Jest myrmekofilem i bytuje w gniazdach mrówek z rodzaju Formica, najczęściej mrówki łąkowej, ale też mrówki rudnicy czy ozdobnicy większej.
Do pasożytów zewnętrznych tego chrząszcza należy entomopatogeniczny grzyb Dimorphomyces myrmedoniae.
Gatunek palearktyczny, europejski, znany z Francji, Niemiec, Szwajcarii, Liechtensteinu, Austrii, Włoch, Danii, Szwecji, Norwegii, Finlandii, Estonii, Polski, Czech, Słowacji, Węgier, Białorusi oraz północy europejskiej części Rosji. W Polsce owad w odpowiednich mrowiskach stosunkowo częsty, ale o fragmentarycznie poznanym rozmieszczeniu. W Czechach stwierdzony został na kilku tylko stanowiskach. Na „Czerwonej liście gatunków zagrożonych Republiki Czeskiej” umieszczony został jako gatunek zagrożony wymarciem (EN).